# Kościół św. Józefa w Dobiegniewie
Kościół pw. św. Józefa w Dobiegniewie – rzymskokatolicki kościół parafialny w Dobiegniewie, w powiecie strzelecko-drezdeneckim, w województwie lubuskim. Należy do dekanatu Strzelce Krajeńskie diecezji zielonogórsko-gorzowskiej. Mieści się przy ulicy Adama Mickiewicza, w zachodniej części miasta. 

## Historia
Jest to świątynia salowa, bezstylowa, wybudowany w 1934 roku. Poświęcona w dniu 1 lipca 1941 roku.

## Architektura i wyposażenie
Świątynia wybudowana została na planie krzyża św. Antoniego. Po stronie północnej znajduje się niska wieża zakończona zapierzoną żaluzjową latarnią. Witraże wykonane zostały w 1937 roku w Pieńsku. 
Najcenniejszym elementem wyposażenia świątyni jest szafowy ołtarz, pochodzący ze zniszczonej świątyni w Ostrowitem datowany na XVI stulecie i 1 połowę XVII stulecia. 
W centralnej części – na tle gwiaździstego nieba, otoczonego przez wieniec wielobarwnych kwiatów polskich (maki, chabry, słoneczniki) - znajduje się  drewniana, polichromowana rzeźba Matki Bożej Królowej Nieba z Dzieciątkiem na ręku, stojąca na półksiężycu.
W skrzydle lewym, w górnej części znajdują się rzeźby św. Jana Chrzciciela, św. Barbary i św. Katarzyny, poniżej scena Wniebowzięcia Najświętszej Maryi Panny. 
W skrzydle prawym, w górnej części, znajdują się rzeźby św. Jerzego, zabójcy smoka oraz św. Apolonii i św. Urszuli, niżej w ramie z wielobarwnych kwiatów, na tle niebieskim (barwa ultramaryny) fragment „Bogurodzicy”. 

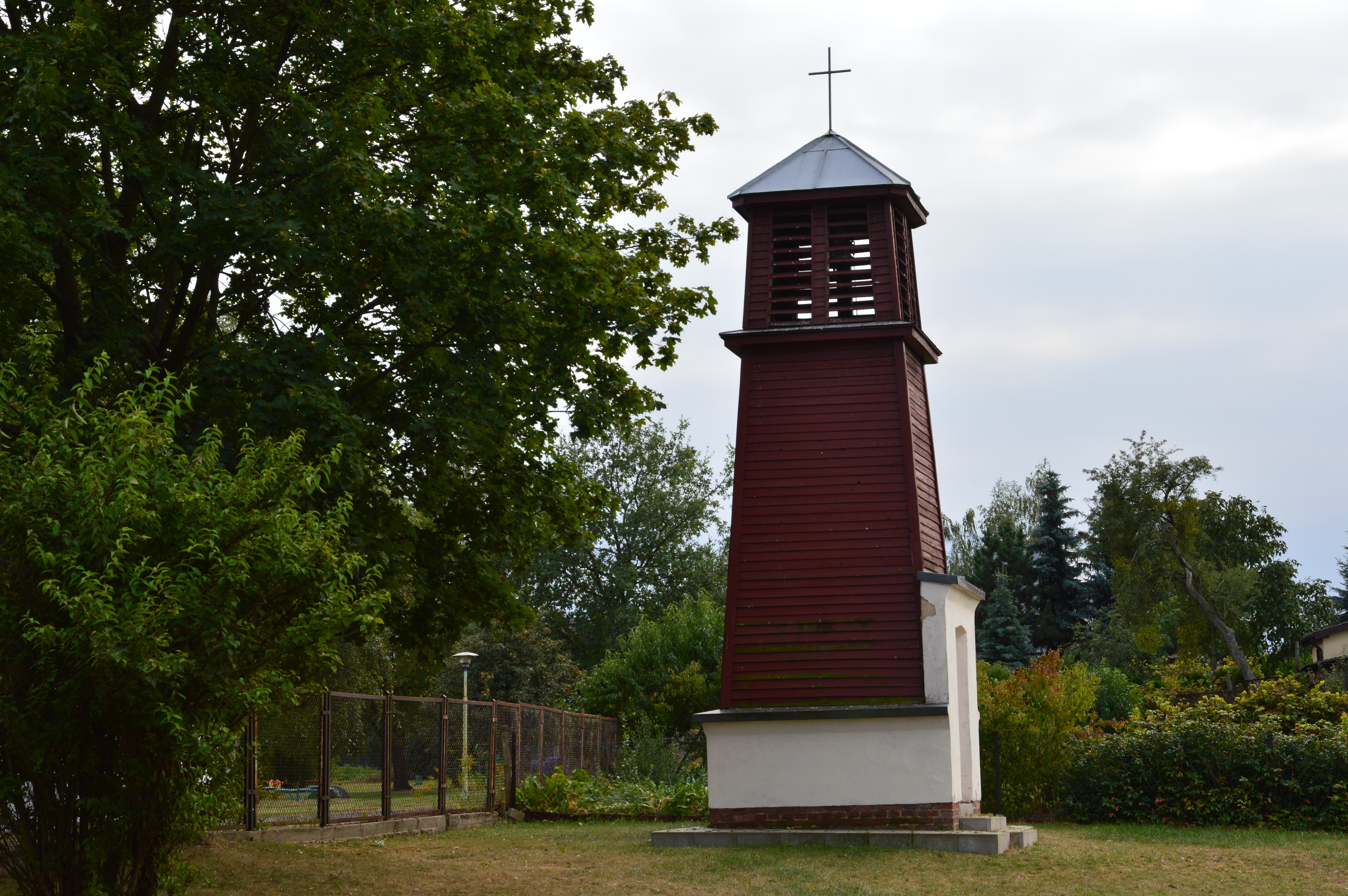
Dzwonnica

Obok ołtarza stoi wieczna lampa o ażurowym secesyjnym charakterze, która została wykonana na przełomie XIX i XX wieku. 
Dzwoneczki mszalne, wykonane z mosiądzu, ozdobione główkami aniołów datowane są na koniec XVIII stulecia. Na emporze znajduje się fisharmonia wykonana w firmie Victor Orgel, pochodząca z czasów budowy świątyni.